# AI 서울 정상회의
AI 서울 정상회의는 2024년 5월 21일부터 5월 22일까지 대한민국과 영국 정부가 서울에서 공동으로 주최한 인공지능 관련 정상급 회의로, AI 기술과 관련된 과제와 기회를 다루기 위한 서울 선언이 채택되었다.

## 개요
AI 서울 정상회의는 2023년 11월 영국 블레츨리 파크에서 처음 열린 AI 안전성 정상회의에 이어 두 번째로 개최된 것으로, 한국과 영국이 공동 주최하였다.

## 같이 보기
- 인공지능
- 대한민국의 대외 관계